# Скшебова
Скшебова (пол. Skrzebowa) — село в Польщі, у гміні Рашкув Островського повіту Великопольського воєводства.
Населення — 255 осіб (2011).

## Демографія
Демографічна структура станом на 31 березня 2011 року:
|          | Загалом | Допрацездатний вік | Працездатний вік | Постпрацездатний вік |
| -------- | ------- | ------------------ | ---------------- | -------------------- |
| Чоловіки | 125     | 29                 | 89               | 7                    |
| Жінки    | 130     | 28                 | 81               | 21                   |
| Разом    | 255     | 57                 | 170              | 28                   |